# Герб Науру
Державний Герб Науру являє собою жовтий щит, у верхній частині якого символ, який колись був одним з алхімічних символів фосфору, фосфорити донедавна становили основу економіки острова. Плетений фон символізує народ Науру. В правому нижньому срібному полі — птах фрегат, що сидить на жердині над океанськими хвилями. В лівому нижньому — гілка квіток Calophyllum на блакитному тлі. Щит оточений мотузками з пальмового листя й пір'ям фрегатів. Дванадцятипроменева зірка над щитом взята з прапора і означає 12 місцевих племен. Стрічка у верхній частині містить назву країни на місцевій мові. Стрічка внизу несе національний девіз країни God's Will First («Перш за все божа воля»).
Герб був створений в 1968 році після проголошення незалежності; офіційно почав використовуватися з початку 1970-х років.